# Фундо (остров)
Фундо — остров, расположенный у северо-западного побережья острова Пемба, один из главных островов Танзанского архипелага Занзибар. Они один из самых больших малонаселённых островов среди всего Занзибара и самый большой среди островов вокруг Пембы. Остров Фундо 9 км в длину и едва ли 1 км в ширину. Окружён рифами.
Вместе с небольшим островом Нджао, расположенным сразу к северу, и несколькими более мелкими островами к югу, Фундо образует естественный барьер и волнорез для гавани города Вете, который находится в шести километрах к востоку.

## Экономика

### Рыболовство
На острове Фундо расположена деревня Ндоони. В 2018 году был введен новый режим управления рыболовством в этом районе. Было принято решение закрыть местный промысел осьминогов на три месяца, чтобы дать возможность запасам восстановиться. Это привело к тому, что после возобновления промысла уловы рыбаков резко возросли, а в день открытия промысла дневной улов увеличился более чем в 20 раз.